# Lista do Patrimônio Mundial na África Austral
A Organização das Nações Unidas para a Educação, a Ciência e a Cultura (UNESCO) propôs um plano de proteção aos bens culturais do mundo, através do Comité sobre a Proteção do Património Mundial Cultural e Natural, aprovado em 1972. Esta é uma lista do Patrimônio Mundial existente na África Austral, especificamente classificada pela UNESCO e elaborada de acordo com dez principais critérios cujos pontos são julgados por especialistas na área. A África Austral, uma região com grandes áreas que atestam momentos importantes da evolução da vida na Terra, é uma das sub-regiões classificadas pela UNESCO, sendo parte integrante da região África.
A sub-região da África Austral é composta pelos Estados-membros: África do Sul, Botswana, Essuatíni, Lesoto e Namíbia.

## Sítios do Patrimônio Mundial
A região da África Austral conta atualmente com os seguintes lugares declarados como Patrimônio da Humanidade pela UNESCO:
| Sítio                                                                               | Imagem | País                    | Localização                  | Critério                    | Ano  | Descrição | Ref.   |
| ----------------------------------------------------------------------------------- | ------ | ----------------------- | ---------------------------- | --------------------------- | ---- | --- | ------ |
| Sítios com fósseis de hominídeos de Sterkfontein, Swartkrans, Kromdraai e arredores |        | África do Sul           | Gauteng/ Limpopo             | Cultural: (iii)(vi)         | 1999 | Os vários sítios fósseis contêm vestígios de ocupação e evolução humana que datam de 3,3 milhões de anos. | [ 5 ]  |
| Complexo de Zonas Húmidas de iSimangaliso                                           |        | África do Sul           | KwaZulu-Natal                | Natural: (ii)(iii)(iv)      | 1999 | O parque apresenta uma variedade de formas de relevo, incluindo recifes de corais, longas praias de areia, dunas costeiras, sistemas lacustres e pântanos de papiro, causados por processos fluviais, marinhos e eólicos.                                                                                | [ 6 ]  |
| Ilha Robben                                                                         |        | África do Sul           | Cabo Oriental                | Cultural: (iii)(vi)         | 1999 | Entre os séculos XVII e XX, a Ilha Robben foi usada como prisão, inclusive para presos políticos, hospital para grupos socialmente inaceitáveis e base militar. | [ 7 ]  |
| Parque Maloti-Drakensberg                                                           |        | África do Sul · Lesoto  | KwaZulu-Natal Qacha's Nek    | Misto: (i)(iii)(vii)(x)     | 2000 | O parque apresenta cortes dramáticos incisivos, muralhas de arenito dourado e a maior concentração de arte rupestre na África subsaariana. | [ 8 ]  |
| Tsodilo                                                                             |        | Botswana                | Noroeste                     | Cultural: (i)(iii)(vi)      | 2001 | O sítio apresenta mais de 4.500 pinturas de arte rupestre no deserto de Kalahari. Registros arqueológicos fornecem evidências de atividades humanas e ambientais com mais de 100.000 anos. | [ 9 ]  |
| Paisagem cultural de Mapungubwe                                                     |        | África do Sul           | Limpopo                      | Cultural: (ii)(iii)(iv)(v)  | 2003 | A paisagem de savana aberta encontra-se na confluência dos rios Limpopo e Shashe. Foi o coração do Reino Mapungubwe até o século XIV, quando a área foi abandonada, deixando vestígios intocados de palácios e assentamentos.                                                                            | [ 10 ] |
| Áreas protegidas da região floral do Cabo                                           |        | África do Sul           | Cabo Oriental Cabo Ocidental | Natural: (ix)(x)            | 2004 | O sítio listado consiste em oito áreas protegidas que estão entre as mais ricas em vida vegetal do mundo, contendo quase 20% da flora total do continente africano. Seu valor científico é demonstrado pela presença de fogo e adaptabilidade à radiação em plantas e dispersão de sementes por insetos. | [ 11 ] |
| Cratera de Vredefort                                                                |        | África do Sul           | Estado Livre Noroeste        | Natural: (viii)             | 2005 | A cratera, com um diâmetro de 190 quilômetros, é o maior, mais antigo e mais profundo astroblema encontrado na Terra, com mais de dois bilhões de anos. | [ 12 ] |
| Paisagem cultural e botânica de Richtersveld                                        |        | África do Sul           | Cabo Setentrional            | Cultural: (iv)(v)           | 2007 | O deserto montanhoso sustenta a subsistência semi-nômade dos Namas, que inclui migrações sazonais que permaneceram inalteradas por dois milênios. | [ 13 ] |
| Twyfelfontein ou /Ui-//aes                                                          |        | Namíbia                 | Kunene                       | Cultural: (iii)(v)          | 2007 | O sítio possui uma das maiores concentrações de gravuras rupestres da África, que variam de um período de mais de 2.000 anos. | [ 14 ] |
| Mar de Areia do Deserto do Namibe                                                   |        | África do Sul · Namíbia | Khomas                       | Natural: (vii)(viii)(ix)(x) | 2013 | | [ 15 ] |
| Delta do Cubango                                                                    |        | Botswana                | Província Oriental           | Natural: (vii)(ix)(x)       | 2014 | | [ 16 ] |